# Ichneumon adonis
Ichneumon adonis là một loài tò vò trong họ Ichneumonidae.